# Полюс эклиптики
Полюс эклиптики — это точка на небесной сфере, находящаяся на пересечении с перпендикуляром к плоскости эклиптики. Является полюсом эклиптической системы небесных координат.
Экваториальные координаты полюсов эклиптики (на эпоху 1 января 2000 г.):
- Северный: прямое восхождение 18ч 0м 0.0с (точное значение), склонение +66° 33′ 38.55″ (созвездие Дракона)
- Южный: прямое восхождение 6ч 0м 0.0с (точное значение), склонение −66° 33′ 38.55″ (созвездие Золотой Рыбы).

Вследствие прецессии земной оси северный и южный полюсы мира вращаются вокруг полюсов эклиптики с периодом 25800 лет.
| Северный полюс эклиптики на карте неба | Южный полюс эклиптики на карте неба |